# Frustration

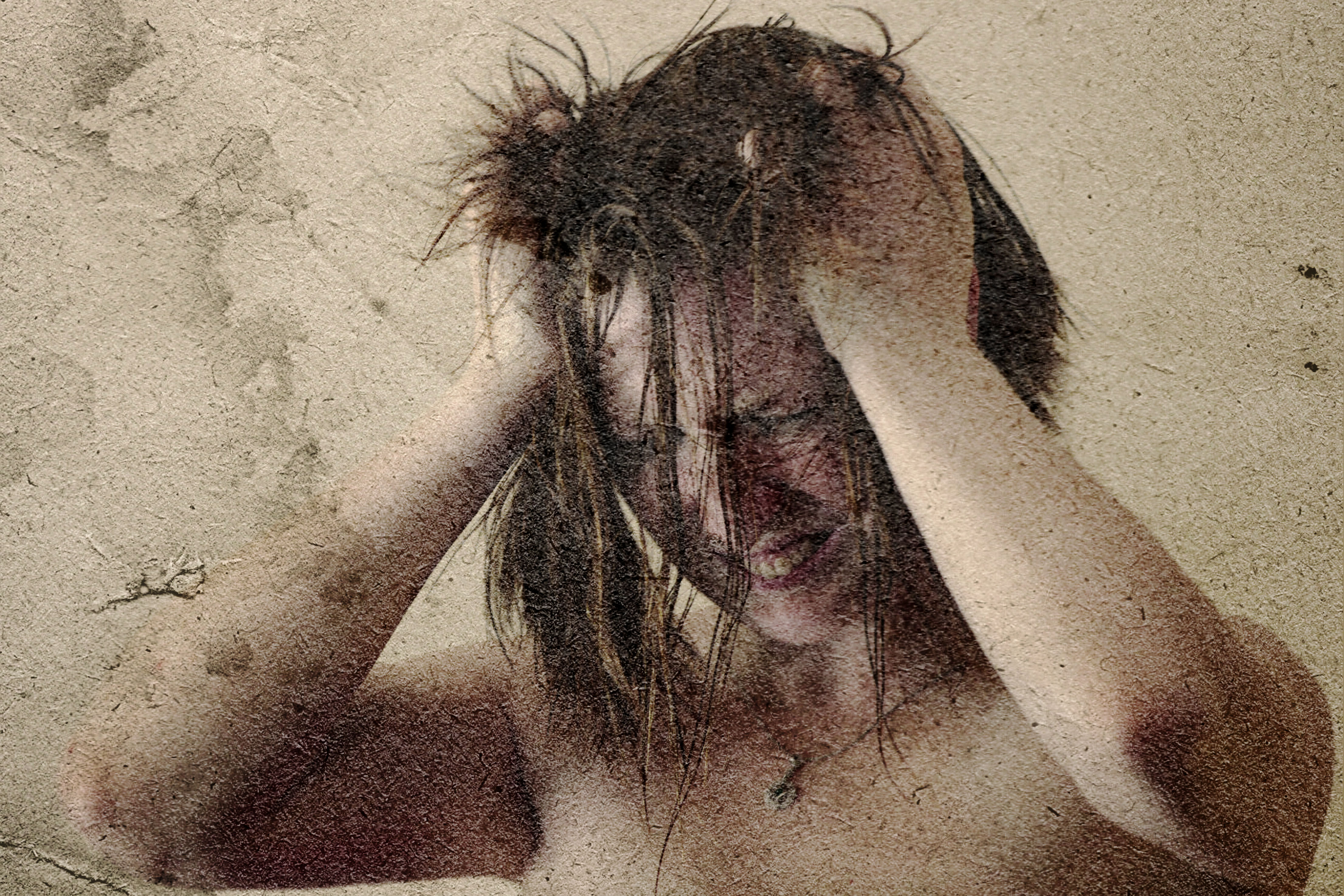
En frustrerad kvinna.

Frustration är en psykologisk term som avser den besvikelse som någon känner när vägen till ett eftersträvat mål hindras.
Exempel: Hon springer medeldistans och har tränat mycket och länge för att nå framgång. Säsongen går emellertid dåligt. Hon blir inte uttagen till VM som har varit ett av hennes stora mål. Det känns meningslöst att fortsätta träna och hon funderar på att lägga av.
Ordet frustration används i samband med att man strävar efter ett mål för att få behovstillfredsställelse och hindras i detta. När resultatet uteblir känner vi irritation, missmod, ilska och liknande, det som med ett gemensamt namn kallas frustration. Observera att det engelska frustrate kan betyda hindra eller korsa någons planer. Frustration uppges ofta i tidningar vara orsaken till upplopp.
Man kan säga att frustration är en psykiskt negativ upplevelse för individen. Måttlig frustration är inte farlig, men om den blir för stor eller för stark kan den leda till psykiska störningar och/eller psykosomatiska sjukdomar.